# Fontaine-lès-Clerval
Fontaine-lès-Clerval ist eine französische Gemeinde mit 259 Einwohnern (Stand: 1. Januar 2022) im Département Doubs in der Region Bourgogne-Franche-Comté.

## Geographie
Fontaine-lès-Clerval liegt auf 395 m, zwölf Kilometer nordöstlich von Baume-les-Dames und etwa 26 Kilometer westsüdwestlich der Stadt Montbéliard (Luftlinie). Das Dorf erstreckt sich auf der leicht gewellten Kalkhochfläche zwischen den Flusstälern von Doubs im Süden und Ognon im Norden, in einer Mulde am Rand des Grand Bois.
Die Fläche des 11,50 km² großen Gemeindegebiets umfasst einen Abschnitt der gewellten Landschaft zwischen Doubs und Ognon. Der Hauptteil des Gebietes wird vom wasserarmen Hochplateau eingenommen, das durchschnittlich auf 400 m liegt. Es ist überwiegend von Acker- und Wiesland bestanden, zeigt aber auch einige größere Waldflächen. Bei Fontaine-lès-Clerval beginnt ein Trockental, das mit mehreren Windungen zum Doubstal hinunterführt. Der nordöstliche Gemeindeteil wird vom ausgedehnten Waldgebiet des Grand Bois bedeckt, in dem mit 462 m die höchste Erhebung von Fontaine-lès-Clerval erreicht wird. Die nordöstliche Abgrenzung verläuft oberhalb des Steilabfalls zum Taleinschnitt des Ruisseau de Saye. Auf dem gesamten Areal gibt es keine oberirdischen Fließgewässer, weil das Niederschlagswasser im verkarsteten Untergrund versickert.
Nachbargemeinden von Fontaine-lès-Clerval sind 
- Soye im Norden,
- Pompierre-sur-Doubs im Osten,
- Pays de Clerval mit Santoche und Clerval im Süden,
- L’Hôpital-Saint-Lieffroy und Voillans ebenfalls im Süden,
- Viéthorey und Gondenans-Montby im Westen.

## Geschichte
Ziegelfragmente weisen auf eine Besiedlung des Gemeindegebietes von Fontaine während der gallorömischen Zeit hin. Im Mittelalter gehörte Fontaine zur Kastlanei Clerval, die im 14. Jahrhundert unter die Oberhoheit der Grafen von Montbéliard kam. Zusammen mit der Franche-Comté gelangte das Dorf mit dem Frieden von Nimwegen 1678 definitiv an Frankreich. Um eine Verwechslung mit anderen gleichnamigen Gemeinden zu vermeiden, wurde Fontaine 1961 offiziell von Fontaine-lès-Clerval umbenannt.

## Sehenswürdigkeiten
Eine im Jahr 1596 errichtete Kapelle wurde 1769 zur heutigen Kirche Nativité-de-la-Sainte-Vierge ausgebaut; der Chorraum wurde 1825 erneuert.

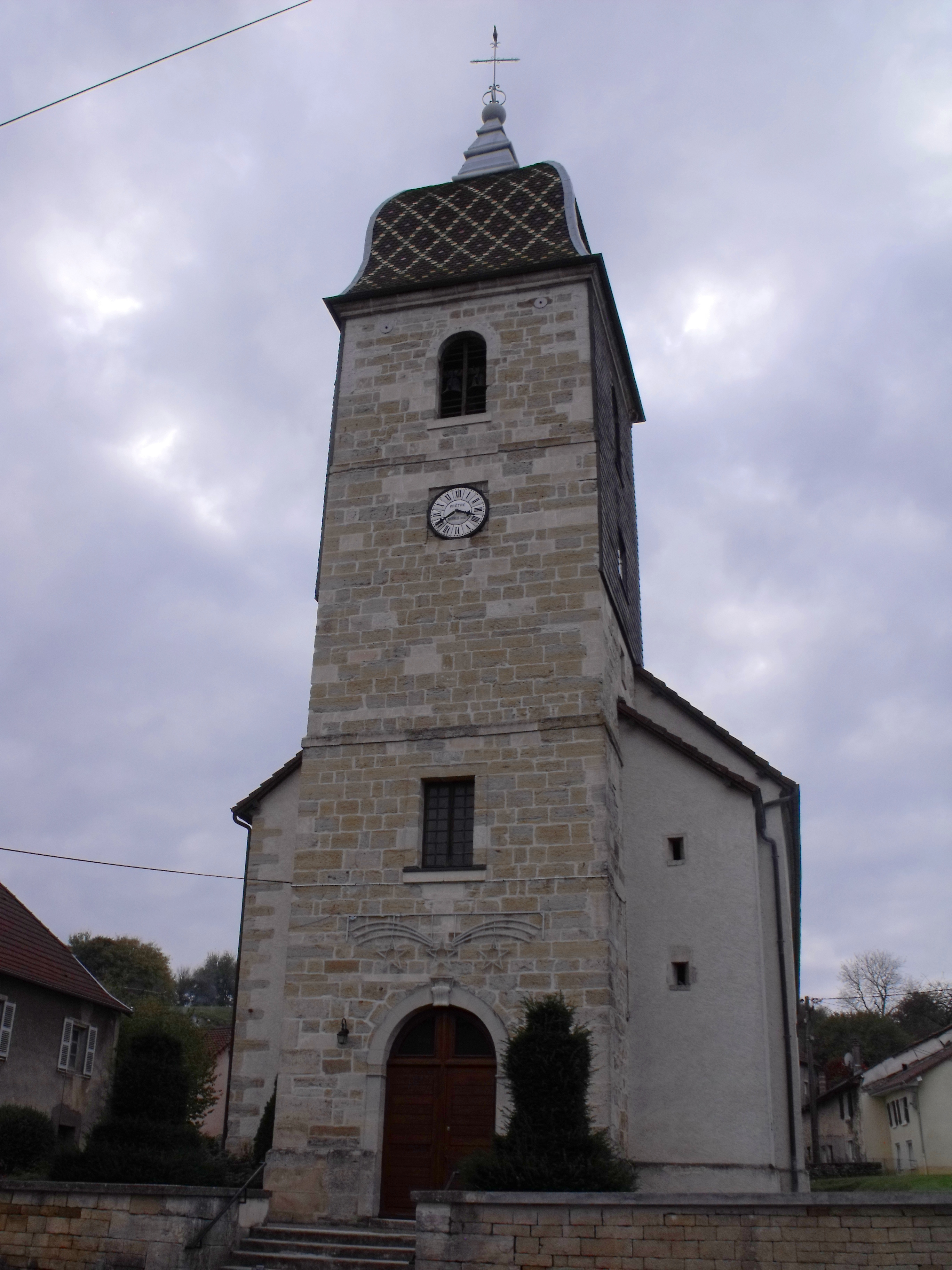
Kirche Nativité-de-la-Sainte-Vierge
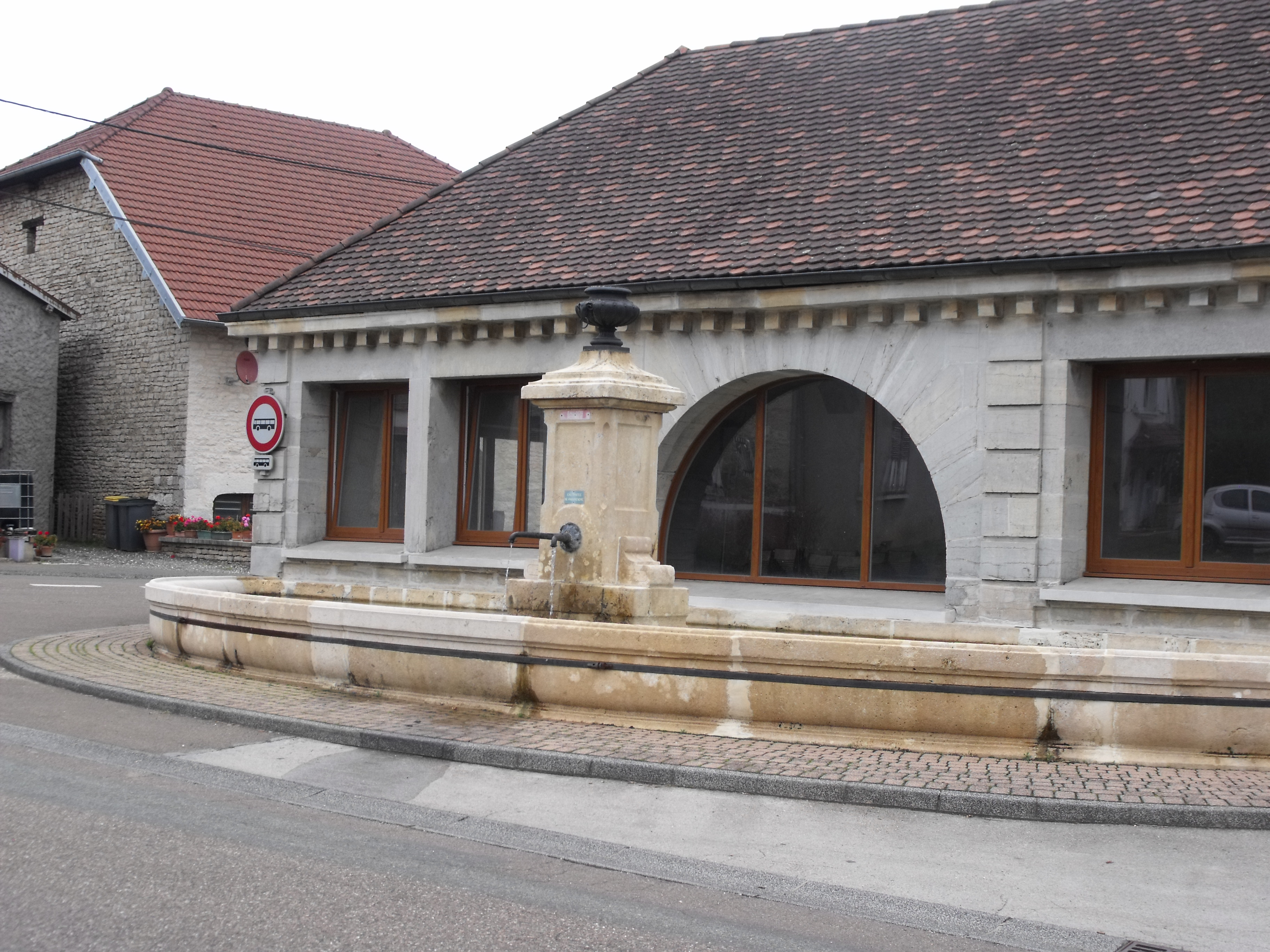
Brunnen

## Bevölkerung
| Jahr                       | 1962 | 1968 | 1975 | 1982 | 1990 | 1999 | 2005 | 2016 |
| Einwohner                  | 280  | 288  | 304  | 301  | 256  | 242  | 243  | 292  |
| Quellen: Cassini und INSEE |      |      |      |      |      |      |      |      |

Mit 259 Einwohnern (Stand 1. Januar 2022) gehört Fontaine-lès-Clerval zu den kleinen Gemeinden des Départements Doubs. Nachdem die Einwohnerzahl in der ersten Hälfte des 20. Jahrhunderts deutlich abgenommen hatte (1886 wurden noch 521 Personen gezählt), setzte nach einer vorübergehenden Stagnation seit Mitte der 1980er Jahre eine weitere Abnahme ein.

## Wirtschaft und Infrastruktur
Fontaine-lès-Clerval war bis weit ins 20. Jahrhundert hinein ein vorwiegend durch die Landwirtschaft (Ackerbau, Obstbau und Viehzucht) und die Forstwirtschaft geprägtes Dorf. Daneben gibt es heute einige Betriebe des lokalen Kleingewerbes. Mittlerweile hat sich das Dorf auch zu einer Wohngemeinde gewandelt. Viele Erwerbstätige sind deshalb Wegpendler, die in den größeren Ortschaften der Umgebung ihrer Arbeit nachgehen.
Die Ortschaft liegt abseits der größeren Durchgangsstraßen an einer Departementsstraße, die von Rougemont nach Clerval führt. Der nächste Anschluss an die Autobahn A36, welche das Gemeindegebiet tangiert, befindet sich in einer Entfernung von ungefähr 14 Kilometern. Eine weitere Straßenverbindung besteht mit L’Hôpital-Saint-Lieffroy.